# Kliopsyllus furcavaricatus
Kliopsyllus furcavaricatus är en kräftdjursart. Kliopsyllus furcavaricatus ingår i släktet Kliopsyllus och familjen Paramesochridae. Inga underarter finns listade i Catalogue of Life.